# Strana práce (Litva)
Strana práce (litevsky Darbo partija) je litevská populistická strana, která kombinuje řadu levicových a pravicových prvků.

## Historie
Strana práce byla založená v říjnu roku 2003 podnikatelem ruského původu Viktorem Uspaskichem. Vymezovala se vůči tehdejším zavedeným stranám a v době těsně po svém založení byla schopná oslovit především protestní voliče, kteří měli problém s pravicovými stranami a zároveň nechtěli podporovat ani levicovou vládu premiéra Algirdase Brazauskase. Od samého začátku byla vnímaná jako uskupení užívající praktiky soukromých firem. Už v evropských volbách v roce 2004 zaznamenala úspěch v podobě 30,2 % hlasů a pěti mandátů.[zdroj?]

## Ideologie
Program strany zahrnuje už od začátku pravicové i levicové prvky. Na jedné straně vyjadřovala podporu sociálně-tržnímu hospodářství, zároveň ale volala po nižším zdanění. Na začátku také požadovala strana přechod k úplně většinovému systému či přímou volbu starostů. Program uskupení obsahoval i nacionalistické prvky, jako upřednostňování litevštiny před ostatními jazyky. 